# Gerhard Pilz
Gerhard Pilz (Bad Ischl, 17 luglio 1965) è un ex slittinista austriaco, ha gareggiato su pista naturale.
Tra gli atleti più rappresentativi della sua disciplina, ha vinto in carriera cinque titoli mondiali, due europei e conquistato due coppe del mondo.

## Biografia
Pratica lo slittino dall'età di dieci anni ed entra a far parte della squadra senior austriaca nel 1985.
Come riconoscimento della sua strepitosa carriera, nel gennaio 2013 Pilz è stato introdotto nella Hall of Fame della Federazione Internazionale di Slittino.

## Palmarès

### Mondiali su pista naturale
- 10 medaglie:
  - 5 ori (singolo a Fénis 1986; singolo a Valle di Casies 1990; singolo a Bad Goisern 1992; singolo a Valle di Casies 1994; singolo a Oberperfuss 1996);
  - 4 argenti (singolo a Valdaora 2000; gara a squadre a Großsölk 2001; singolo a Železniki 2003; singolo a Grande Prairie 2007);
  - 1 bronzo (singolo a Großsölk 2001).

### Europei su pista naturale
- 4 medaglie:
  - 2 ori (singolo a Frantschach-Sankt Gertraud 2002; singolo a Hüttau 2004);
  - 1 argento (singolo a Moso in Passiria 1997);
  - 1 bronzo (singolo a Valdaora 2008).

### Coppa del Mondo su pista naturale
- Vincitore della Coppa del Mondo su pista naturale nella specialità del singolo nel 2000/01 e 2001/02.
- 42 podi (41 nel singolo, 1 nel doppio):
  - 19 vittorie (nel singolo);
  - 9 secondi posti (nel singolo);
  - 14 terzi posti (13 nel singolo, 1 nel doppio).

#### Coppa del Mondo - vittorie
| Data             | Luogo              | Paese     | Disciplina |
| ---------------- | ------------------ | --------- | ---------- |
| 13 dicembre 1992 | Rautavaara         | Finlandia | Singolo    |
| 7 febbraio 1993  | Cornedo all'Isarco | Italia    | Singolo    |
| 29 gennaio 1995  | Valdaora           | Italia    | Singolo    |
| 5 febbraio 1995  | Kreuth             | Germania  | Singolo    |
| 27 dicembre 1995 | Rautavaara         | Finlandia | Singolo    |
| 30 dicembre 1995 | Rautavaara         | Finlandia | Singolo    |
| 11 febbraio 1996 | Racines            | Italia    | Singolo    |
| 23 novembre 1997 | Sölden             | Austria   | Singolo    |
| 6 dicembre 1998  | Sölden             | Austria   | Singolo    |
| 19 dicembre 1999 | Oberperfuss        | Austria   | Singolo    |
| 4 gennaio 2001   | Umhausen           | Austria   | Singolo    |
| 11 febbraio 2001 | Mosca              | Russia    | Singolo    |
| 18 febbraio 2001 | Hüttau             | Austria   | Singolo    |
| 15 dicembre 2001 | Valdaora           | Italia    | Singolo    |
| 16 dicembre 2001 | Valdaora           | Italia    | Singolo    |
| 27 gennaio 2002  | Železniki          | Slovenia  | Singolo    |
| 26 gennaio 2003  | Hüttau             | Austria   | Singolo    |
| 30 gennaio 2003  | Kindberg           | Austria   | Singolo    |
| 21 febbraio 2004 | Aurach             | Austria   | Singolo    |